# Mearnsia novaeguineae
Mearnsia novaeguineae là một loài chim trong họ Apodidae.